# استیو آلپرت
استیو آلپرت (انگلیسی: Steve Alpert؛ زاده ۱۹۵۰) یک اهل تهیه‌کننده فیلم ایالات متحده آمریکا است. 